# Chiesa dei Santi Pietro e Paolo (Invorio)
La chiesa dei Santi Pietro e Paolo è la parrocchiale di Invorio, in provincia e diocesi di Novara; fa parte dell'unità pastorale del Vergante.

## Storia
L'originaria cappella invoriese sorse nel XIII secolo ed aveva l'abside rivolta a levante, come stabilito dalla regola approvata dal concilio di Nicea.
Nel Seicento la chiesa venne ricostruita; nel 1675 fu aggiunta la cappella del Crocifisso e nel 1712 quella di Sant'Anna, in cui successivamente venne collocato il fronte battesimale.
La parrocchiale fu interessata da un intervento di rifacimento condotto tra il 1870 e il 1872 su progetto di Giovanni Curioni, allorché si provvide a edificare le navate laterali.

## Descrizione

### Esterno
La facciata a della chiesa, rivolta a sudovest, è suddivisa da una cornice marcapiano in due registri; quello inferiore, caratterizzato da una portico e scandito da quattro paraste doriche, di cui le centrali sorreggenti un arco a tutto sesto, presenta il portale d'ingresso al centro e gli ingressi secondari nelle ali laterali, mentre quello superiore è tripartito da quattro lesene d'ordine ionico e coronato dal timpano triangolare, la cui cornice inferiore è dentellata.
Annesso alla parrocchiale è il campanile in pietra a base quadrata, la cui cella presenta una monofora per lato ed è coronata dal tamburo sorreggente la bassa copertura.

### Interno
L'interno dell'edificio è composto da tre navate, separate da pilastri, abbelliti da lesene e sorreggenti archi a tutto sesto, sopra i quali corre la trabeazione su cui si imposta la volta; al termine dell'aula si sviluppa il presbiterio, rialzato di quattro scalini e chiuso dall'abside a tre lati.
Qui sono conservate diverse opere di pregio, tra le quali l'altare laterale di San Vincenzo, costruito nel 1806, la raffigurazione del Sacro Cuore di Gesù, risalente al 1893, l'organo, costruito dagli Scolari nel 1875, e le quindici tavole in rame dei Misteri del Rosario.